# 沼南站

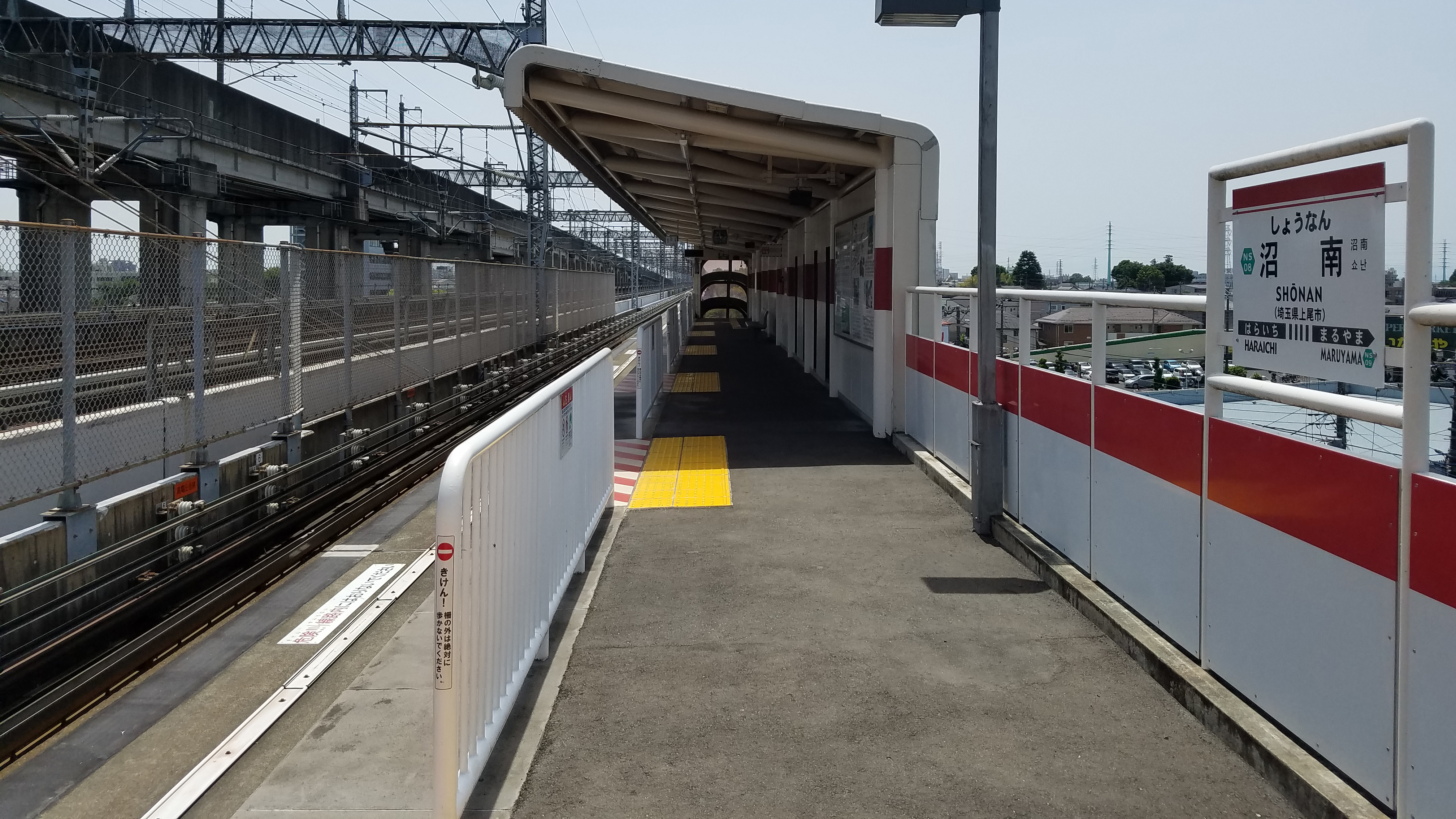
月台（2021年5月4日攝）

沼南站（日语：／ Shōnan eki */?）是一個位於埼玉縣上尾市，屬於埼玉新都市交通伊奈線（New Shuttle）的鐵路車站。

## 車站結構
對向式月台2面2線的高架車站。夾在東北、上越新幹線的高架軌道之間。閘口近大宮側。

### 月台配置
| 月台 | 路線                   | 目的地         |
| ---- | ---------------------- | -------------- |
| 1    | ■伊奈線（New Shuttle） | 丸山、內宿方向 |
| 2    | ■伊奈線（New Shuttle） | 大宮方向       |

## 使用情況
2016年度的1日平均上車人次為1,944人。
近年的1日平均上車人次如下表。
| 年度               | 1日平均 上車人次 |
| ------------------ | ---------------- |
| 1999年（平成11年） | 1,816            |
| 2000年（平成12年） | 1,790            |
| 2001年（平成13年） | 1,725            |
| 2002年（平成14年） | 1,714            |
| 2003年（平成15年） | 1,728            |
| 2004年（平成16年） | 1,793            |
| 2005年（平成17年） | 1,815            |
| 2006年（平成18年） | 1,859            |
| 2007年（平成19年） | 1,825            |
| 2008年（平成20年） | 1,887            |
| 2009年（平成21年） | 1,897            |
| 2010年（平成22年） | 1,940            |
| 2011年（平成23年） | 1,875            |
| 2012年（平成24年） | 1,881            |
| 2013年（平成25年） | 1,935            |
| 2014年（平成26年） | 1,889            |
| 2015年（平成27年） | 1,939            |
| 2016年（平成28年） | 1,944            |

## 相鄰車站
埼玉新都市交通
■伊奈線
原市（NS07）－沼南（NS08）－丸山（NS09）

## 外部連結
- 沼南站 （页面存档备份，存于）（路線圖、車站資訊） - 埼玉新都市交通